# Burg Žampach
Die Burg Žampach (deutsch Sandbach) beim gleichnamigen Ort Žampach liegt im Vorgebirge des Adlergebirges und gehört zum Okres Ústí nad Orlicí in Tschechien.

## Geschichte
Erstmals erwähnt wurde die Burg Žampach 1309 in der Königsaaler Chronik. 1354 war sie im Besitz des Johann von Smojna und wurde vom böhmischen König und späteren Kaiser Karl IV. erobert. Nachdem sie in den Besitz der Herren von Pottenstein gekommen war, wurde sie 1469 von diesen umgebaut. 
Die dazugehörige Herrschaft erreichte 1562 unter Zdeněk von Pottenstein ihre größte Ausdehnung. Zu dieser Zeit bestand sie aus zwei Städten, drei Marktorten und 29 Dörfern. Danach wurde sie mehrmals geteilt. Die Burg, die seit Anfang des 17. Jahrhunderts nicht mehr ständig bewohnt war, wurde im Dreißigjährigen Krieg von schwedischen und kaiserlichen Truppen zerstört.